# Iron Man: Rise of Technovore
Iron Man: Rise of Technovore ist ein Zeichentrickfilm der Marvel Studios aus dem Jahr 2013. Der Film handelt von der Comicfigur Iron Man, die von Stan Lee und Larry Lieber geschaffen wurde.

## Handlung
Iron Man will einen neuen Satelliten „Howard“ starten. Wie einst sein Vater ihn, so soll dieser Satellit die Menschheit überwachen und so positiv beeinflussen. Beim Start kommt es zum Angriff durch eine Terrorgruppe und einen jungen Mann, der sich als Ezekiel vorstellt. Es kommt zur Katastrophe: Der Satellit startet zwar, aber außer Iron Man scheint keiner den Anschlag zu überleben.
Nick Fury, Leiter von S.H.I.E.L.D., will Iron Man befragen – doch er will Ezekiel jagen, der bei dem Angriff auch seinen Freund War Machine getötet hat. Fury schickt Black Widow und Hawkeye aus um Iron Man zu fangen. Iron Man versteckt sich erst bei seiner Angestellten Pepper und danach beim Punisher, während er weiter versucht zu erfahren, wer Ezekiel ist. Der Punisher hat weitere Informationen über Ezekiel: Es wird klar, dass Ezekiel Technovore nutzt, eine neuartige Verbindung von menschlicher DNA und Technik.
Iron Man findet und besiegt Ezekiel – und bringt diesen zum Heli-Carrier von S.H.I.E.L.D. Dort erfährt Iron Man auch, dass sein Freund War Machine schwer verletzt geborgen wurde.
Ezekiel bricht aus seiner Zelle aus und verwandelt sich endgültig in ein nichtmenschliches Wesen namens Technovore. Er versucht die Menschheit zu vernichten – und will dies durch die Militärsatelliten versuchen. War Machine und Iron Man kämpfen gegen ihn. Letztlich lässt sich Iron Man von dem Wesen „absorbieren“ und War Machine feuert auf den ARC-Reaktor in Tonys Brust – die Explosion tötet Technovore.

## Hintergrund
Iron Man: Rise of Technovore wurde in den Vereinigten Staaten am 16. April 2013 veröffentlicht. Eine deutsche Synchronfassung erschien am 2. Mai 2013 auf DVD.